# Ark Noir
Ark Noir ist eine Band aus München, die Jazz und elektronische Tanzmusik fusioniert; selbst nennen sie die entstehende Musik Electronic Alternativ Experimental Jazz. Initiiert 2015 vom Saxophonisten Moritz Stahl und vom Bassisten Robin Jermer, die mit dem Schlagzeuger Marco Dufner und dem Gitarristen Tilman Brandl ein Quartett gründeten, das zunächst Fusionjazz spielte, und ein Jahr später durch den Keyboarder Sam Hylton zum Quintett ergänzt wurde. Nachdem sich alle mit Effektgeräten ausgestattet hatten, entwickelte sich der Sound der Band weiter.

## Die Alben
Der Titel ihres Debüt-Albums Tunnel Visions, das 2019 bei Enja erschien, ist gleichzeitig eine von Ark Noir organisierte Festivalreihe, die im Münchner Milla Club sieben Mal stattgefunden hat. Auf dem Album (das im Rolling Stone vier von fünf Sternen erhielt) gestalten sie „Klanglandschaften aus ambienten Flächen, kurz aufflackernden elektronischen Motiven und befinden sich nach ein paar Minuten auf einem dystopischen Dancefloor, den Moritz Stahl auf langen, gewundenen Saxofonbahnen in einen Sci-Fi-Soundtrack schickt“. Neben eigenen Kompositionen enthält es auch Titel, die in Zusammenarbeit mit der Sängerin Hannah Weiss und dem Elektro-Künstler Ralph Heidel entstanden. „Gemessen an der grandiosen Stimmung bei den Live Konzerten vermag die Band ihr Konzept auch überzeugend auf dem Tonträger zu präsentieren. Da wechseln sich Ambient-Sounds mit treibenden Elektro-Beats ab, gepaart mit krachenden Saxophonsoli und herrlichen Improvisationsmomenten.“
Ark Noirs zweites Album See You on the Other Side (2022) nimmt auch die politische Idee des Spiritual Jazz auf und beschreibt musikalisch „eine apokalyptische Gegenwart voller Krisen und Umweltzerstörung“.

## Diskographie
- Tunnel Visions (Enja/Yellowbird, 2019)
- See You on the Other Side (Enja, 2022)